# Свјат Dreams
Свјат Dreams је други албум македонског састава Мизар објављен 1991. године. 

## Свјат Dreams 1991
- 1762
- Глас
- Думање
- Дом
- Велигден
- Свјат Dreams
- Да пеам песна
- Отров во вените
- Обичен човек
- Абја мем